# خطي سحاري (بكيل المير)

تعديل مصدري - تعديل

خطي سحاري هي إحدى قرى عزلة صبران بمديرية بكيل المير التابعة لمحافظة حجة، بلغ تعداد سكانها 39 نسمة حسب تعداد اليمن لعام 2004.